# 斎藤通紀
斎藤 通紀（さいとう みちのり、1970年6月2日 - ）は、日本の生命科学者。京都大学高等研究院ヒト生物学高等研究拠点長、同教授。	兵庫県尼崎市出身。専門は細胞生物学・発生生物学。
マウスの生殖細胞の発生機構を解明し、試験管内（in vitro）での再構成を実現した。
2016年には米科学誌サイエンスが優れた業績10件を選ぶ「今年のブレークスルー」に、九州大学の林克彦教授と共に選出された。

## 経歴
- 1986年 灘中学校卒業[4]
- 1989年 灘高等学校卒業[4]
- 1995年 京都大学医学部医学科卒業[5]
- 1999年 京都大学大学院医学研究科博士課程修了[5]
- 2003年 理化学研究所発生・再生科学総合研究センター チームリーダー
- 2009年 京都大学大学院医学研究科 生体構造医学講座 機能微細形態学 教授
- 2011年（独）科学技術振興機構ERATO研究総括（斎藤全能性エピゲノムプロジェクト） 京都大学物質-細胞統合システム拠点連携主任研究者、京都大学iPS細胞研究所研究員
- 2018年 京都大学高等研究院 ヒト生物学高等研究拠点(ASHBi)　拠点長を兼任

## 受賞歴
- 2009年 - 文部科学大臣表彰若手科学者賞
- 2013年 - 大阪科学賞、日本学術振興会賞
- 2016年 - 武田医学賞
- 2018年 - 持田記念学術賞
- 2019年 - 朝日賞[6]、上原賞
- 2020年 - 日本学士院賞・恩賜賞
- 2020年 - The 2020 ISSCR Momentum Awards[7]
- 2024年 - 慶應医学賞